# Praia do Rei
A Praia do Rei é uma praia do Arquipélago de São Tomé e Príncipe, localiza-se a Este da ilha de São Tomé entre a localidade da Boca do Inferno e a foz do Rio Abade.